# Exeem

eXeem Beta 0.20

eXeem是個全新的點對點（P2P）檔案分享客戶端，大致上（但不完全是）是以 BitTorrent通訊協定為基礎。eXeem是設計用來代替需要中央追蹤伺服器（tracker）的需求。tracker是BitTorrent網路中參與中繼資料傳輸的伺服器。eXeem在許多著名的tracker因被美国电影协会於2004年12月的法律行動而被迫關閉的情況下，對檔案分享社群更顯得重要。

## 概要
eXeem是位於聖克里斯多福及尼維斯（加勒比海国家）的Swarm Systems Inc.公司所創。該公司僱用了創立Suprnova.org的Sloncek為eXeem的發言人和代表。五千位 Suprnova.org使用者被邀請參加eXeem的測試，而後2005年1月21日eXeem放出了「public beta」（公共測試版）。
大家公認eXeem應有的功能（但不一定有）：
- 即時加密與解密
- 透過檔案hash（雜湊）進行搜尋
- QoS功能
- 應有的通用隨插即用支援

確認有的功能：
- 使用者註解及評價，但只能在下載完檔案後用（避免假的評價）
- 最低上傳率限度（5 KB/s）以防止只下不上的人

## eXeem 之相關批評
eXeem在首次出現後，就開始出現許多批評，如：
- eXeem的營利運作模式，包括廣告（與Kazaa相似）以及含有廣告軟體Cydoor。於是便有人推出不含廣告軟體的版本，如eXeem Lite和BIT eXeem，造成eXeem從0.21版開始不包含Cydoor。

- 封閉原始碼研發，與eXeem想要取代的BitTorrent的開放原始碼規格成對比。

- 沒有非Windows版本，也無法讓第三者將程式碼移植到Windows以外的平台（因為eXeem不公開原始碼）。

## 参見
- p2p
- BitTorrent协议
- BitTorrent软件
- 版权